# Each Dawn I Die
Each Dawn I Die (bra: A Morte Me Persegue) é um filme estadunidense de 1939, dos gêneros suspense e drama criminal, dirigido por William Keighley, e estrelado por James Cagney e George Raft. O roteiro de Warren Duff, Norman Reilly Raine e Charles Perry foi baseado no romance homônimo de 1938, de Jerome Odlum.
A trama retrata a história de um repórter que é injustamente jogado na prisão e faz amizade com um famoso gângster.

## Sinopse
Frank Ross (James Cagney) é um repórter inocente que é acusado de um crime que não cometeu, o que o leva para a prisão, onde conhece "Hood" Stacey (George Raft), um gângster famoso. Frank, de início, não quer se associar a Stacey e nem tampouco a outros prisioneiros, mas o sofrimento na prisão o transforma cada vez mais em uma pessoa durona e amarga. Quando finalmente chega a hora de sua audiência para ver se consegue responder sua acusação em liberdade, Frank alega inocência, mas o júri que votaria em sua condicional é um dos contatos de W.J. Grayce (Victor Jory), o homem responsável pela sua condenação. Sua liberdade condicional é negada, e isso aumenta sua revolta. Então, Stacey concorda em ajudá-lo.

## Elenco
- James Cagney como Frank Ross
- George Raft como "Hood" Stacey
- Jane Bryan como Joyce Conover
- George Bancroft como John Armstrong, diretor da prisão
- Slapsie Maxie Rosenbloom como Fargo Red
- Stanley Ridges como Meuller
- Alan Baxter como Carlisle
- Victor Jory como W.J. Grayce
- John Wray como Pete Kassock
- Edward Pawley como Dale
- Willard Robertson como Lang
- Emma Dunn como Sra. Ross
- Paul Hurst como Garsky
- Louis Jean Heydt como Joe Lassiter
- Joe Downing como Limpy Julien
- Thurston Hall como Jesse Hanley
- William Davidson como Bill Mason
- Clay Clement como Lockhart, advogado de Stacey
- Charles Trowbridge como Juiz
- Harry Cording como Temple

## Produção
O romance foi publicado em 1938. Os direitos do filme foram comprados pela Warner, que anunciou como um veículo para James Cagney. Edward G. Robinson foi discutido como uma possível co-estrela. Robinson foi, no entanto, substituído por John Garfield. Michael Curtiz dirigiria o filme.
Curtiz foi, eventualmente, substituído por William Keighley. Fred MacMurray ia substituir Garfield – como o repórter, e Cagney interpretaria o gângster. A agenda de MacMurray o indisponibilizou, então Jeffrey Lynn foi testado. Depois de alguns testes com atores diversos, George Raft assinou para fazer o filme. Ele trocou de papéis para interpretar o gângster e Cagney interpretar o repórter.
"Each Dawn I Die" estrela Raft e Cagney em seu único filme juntos como protagonistas. Raft fez uma aparição não creditada, embora bastante memorável, no filme de Cagney, "Taxi!" (1932), no qual ele ganha um concurso de dança contra o personagem de James, o que faz os dois brigarem.
Raft também "apareceu" muito brevemente no drama sobre boxe de Cagney, "Winner Take All" (1932), em uma sequência de flashback selecionada do filme de estreia de Raft no cinema, "Queen of the Night Clubs" (1929), estrelado por Texas Guinan.

## Recepção
A revista Filmink disse: "O desempenho de Raft é elétrico – firmemente ferido, com o diálogo aparado, usando seus olhos".

### Bilheteria
O filme foi um dos mais populares da Warner Bros. em 1939. De acordo com os registros da Warner, a produção ganhou US$ 1.111.000 nacionalmente e US$ 459.000 no exterior, totalizando US$ 1.570.000 mundialmente.
O filme levou George Raft a assinar um contrato de longo prazo com a Warner Bros.